# Letting the cat out of the bag
Letting the cat out of the bag (box) (укр. випустити кота з мішка (з коробки)) - вираз, що означає "розбазікати" або "видати сектрет"

## Етимологія
Походження цієї фрази і досі невідоме. Одне з припущень полягає в тому, що фраза відсилає до батога, схожого на "кішку з дев'ятьма хвостами", знаряддя покарання, яке колись використовувалося на кораблях Королівського військово-морського флоту. Інструмент нібито зберігався в червоному мішку, і моряк, який викривав проступки іншого, "випускав кота з мішка".  Ще одне припущення - це шахрайство "свиня в мішку", коли покупцеві, який купує порося, насправді продають кота (менш цінного), і він не зрозуміє обману, доки не відкриє мішок. Йоганнес Агрікола посилався на вираз «випустити кота з мішка» ("let the cat out of the bag")в листі до Мартіна Лютера 4 травня 1530 року, про що йдеться в біографії Ліндаля Ропера 2016 року про Мартіна Лютера « Мартін Лютер: ренегат і пророк ».
1. 1 2  Let the Cat out of the Bag, at Snopes.com; by Barbara Mikkelsen; published 16 July 2012; retrieved 31 May 2013